# Tony Parker
William Anthony "Tony" Parker fill (Bruges - 17 de maig de 1982), és un exjugador francès de bàsquet, amb doble ciutadania estatunidenca. Va jugar 18 temporades a l'NBA (17 amb els San Antonio Spurs i l'última amb Charlotte Hornets) i fou capità de la selecció de bàsquet de França.

## Carrera esportiva
Parker va néixer en una família que tenia forts lligams amb l'esport professional. Després de jugar durant dos anys a la Lliga francesa de bàsquet, va entrar al Draft del 2001 de la mà dels Spurs i molt ràpidament es va convertir en el seu base titular, Juntament amb Tim Duncan i Emanuel Ginóbili va ajudar els Spurs a guanyar 4 anells de campió de l'NBA, sent escolilt MVP de la final de l'NBA 2006-07. Va ser escollit 6 vegades pel Partit de les Estrelles de l'NBA i el seu dorsal, el número 9, va ser retirat tant per l'equip texà com pel combinat francès.
Va estar casat amb l'actriu Eva Longoria, coneguda principalment pel seu paper a "Desperate Housewives".

## Palmarès

### NBA
- Campió NBA en 2003, 2005, 2007 i 2014.
- Campió de la Conferència Oest en 2003, 2005, 2007, 2013 i 2014.
- Campió de la DivisióMidwest en 2002 i 2003.
- Campió de la DivisióSouthwest en 2005, 2006, 2009, 2011, 2012, 2013, 2014 i 2016.

### Selecció francesa
Va disputar 181 partits internacionals, anotant 2.741 punts (15,14 ppp), amb un rècord de 37 punts contra Turquia, en partit classificatori per l'Eurobasket de 2009.
- Campionat d'Europa junior: Or en 2000.
- Campionat d'Europa: Bronze en 2005 i 2015, Plata en 2011, Or en 2013.